# Bernard Dewulf
Pour les articles homonymes, voir Dewulf.
Bernard Dewulf, né le 30 janvier 1960 à Bruxelles (Belgique) et mort le 23 décembre 2021 à Anvers (Belgique), est un poète, essayiste, dramaturge et chroniqueur belge flamand.

## Biographie
Bernard Dewulf étudie la philologie germanique. Des poèmes sont déjà publiés avant la parution de Waar de egel gaat dans divers magazines littéraires. Il acquiert une renommée publique en 1987 lors de la publication de recueil collectif de poèmes Twist met ons, avec des poèmes de Dewulf lui-même, Dirk van Bastelaere, Charles Ducal et Erik Spinoy. En 2006, il publie le recueil de poésie Blauwziek.
En 2001, le recueil d'essais Bijlichtingen: kijken naar schilders est publié. Cet ouvrage rassemble plusieurs réflexions sur les artistes plasticiens. L'auteur a la volonté de mettre en lumière la magie de regarder les tableaux d'une manière accessible. Il tente à maintes reprises de mettre des mots sur la tentation qui peut émaner des peintures et des dessins de Xavier Mellery, Léon Spilliaert, Pierre Bonnard, Edgar Degas, Rik Wouters, Frits Van den Berghe, Jean Rustin, Luc Tuymans, Marlene Dumas, Thierry De Cordier, Raoul De Keyser, Vincent Geyskens et encore d'autres artistes. Un deuxième recueil, Naderingen. Kijken en zoeken naar schilders, comprenant des textes sur les arts plastiques suit en 2007.
Bernard Dewulf travaille comme rédacteur au Nieuw Wereldtijdschrift et plus tard comme chroniqueur pour De Morgen.
Le 23 décembre 2021, il est annoncé que Bernard Dewulf est mort subitement à l'âge de 61 ans.

## Publications
- 1995 : Waar de egel gaat, Gedichten, 52 p.  (ISBN 9789025412036) (couronné du prix du début 1996)
- 2001 : Bijlichtingen. Kijken naar schilders, 199 p.  (ISBN 9789045005935) (904500593X), contenu : Réflexions sur les artistes visuels, principalement les peintres (avec illustrations).
- 2002 : De wijnjaren (sur Thierry De Cordier, Ludion, Gent, 2002)
- 2006 : Blauwziek, poèmes, 62 p.  (ISBN 9789045015958).
- 2006 : Loerhoek, 224 p.  (ISBN 9789045013817).
- 2007 : Naderingen. Kijken & zoeken naar schilders, 224 p.  (ISBN 9789045000213). Contenu : essais, réflexions et interviews sur la peinture et les artistes (avec illustrations).
- 2008 : De wijdere blik (essai, ISKA-cahier, Gent, 2008)
- 2009 : Zeedrift (prose, Lecomte, 2009)
- 2009 : Kleine dagen (Atlas, Amsterdam)
- 2012 : Trekvogels in de mist. De Nieuwjaarslezingen van filosofiehuis 'Het zoekend hert' : editie 2011. : 48 p.  (ISBN 9789460580970) contenu : In zijn Nieuwjaarslezing reflecteert Bernard Dewulf over het jaar dat zich aandient en de verdere toekomst : maar vooral met aandacht voor het kleine, het kwetsbare, het illusoire. De kleine radeloosheid en de minieme hoop in de wirwar van ons mensenbestaan [Dans sa conférence du Nouvel An, Bernard Dewulf réfléchit à l'année qui s'est déroulée et à l'avenir : « Mais surtout avec attention aux petits, au vulnérable, à l'illusoire. Le petit rudiment et le petit espoir dans le blocus de notre existence humaine].
- 2012 : Verstrooiingen (considérations, AtlasContact, Amsterdam)
- 2014 : Stadsgedichten (Antwerpen Boekenstad, 2014)
- 2014 : Toewijdingen. Verzamelde beschouwingen (AtlasContact, Amsterdam)
- 2016 : Late dagen (prose, AtlasContact, Amsterdam)
- 2017 : Carrousel (théâtre, De Nieuwe Toneelbibliotheek)
- 2018 : Naar het gras (poésie, AtlasContact)
- 2020 : Tuimelingen (essais, AtlasContact)

### Théâtre
- Alkestis (traduction/édition, édition : Atlas, Amsterdam, 2006), pour De Roovers, 2006.
- Oresteia (traduction/édition), pour De Roovers, 2011.
- De bittere tranen van Petra von Kant (traduction/adaptation), pour NTGent et Nationaal Toneel, 2011.
- Drie monniken (pièce originale), pour Artemis, mise en scène par Floor Huygen, 2012.
- Het meisje dat te veel van lucifers hield (modifications), NTGent, mise en scène Julie Van den Berghe, 2011.
- Een lolita (texte original, publié par Voetnoot, 2013), NTGent, mise en scène Julie Van den Berghe, 2012.
- Kleine dagen (texte original), lecture théâtrale, NTGent, mise en scène Julie Van den Berghe.
- Cyrano (traduction et adaptation), NTGent, mise en scène Julie Van den Berghe, 2014.
- Elektra (retraduction/adaptation d'Oresteia), NTGent, mise en scène Julie Van den Berghe, 2014.
- Carrousel (texte original), Noord Nederlands Toneel, mise en scène Guy Weizman, 2017.

## Récompenses et distinctions
- En 1996, son recueil de poèmes Waar de egel gaat reçoit le Prix des débuts flamands.
- En 2007, il reçoit le Prix Saint Amour pour Goede Seks, pour le meilleur fragment de sexe.
- En 2008, il reçoit le prix Dirk Martens (essai de genre) pour Naderingen.
- En 2010, il remporte le Prix de Littérature Libris pour Kleine dagen.
- En 2011, il reçoit le De Inktaap pour Kleine dagen.
- En 2013, il reçoit le prix Taalunie Toneelschrijven pour la pièce Een lolita.
- En 2013, avec Julie Van den Berghe, il reçoit le Cutting Edge Award pour la performance Een lolita.